# Thomas Wakem Caldwell
Pour les articles homonymes, voir Caldwell.
Thomas Wakem Caldwell (1867 - 1937) est un agriculteur et un homme politique canadien du Nouveau-Brunswick.

## Biographie
Thomas Wakem Caldwell naît le 2 mai 1867 à Florenceville, au Nouveau-Brunswick. Il devient agriculteur mais se lance en politique fédérale et est élu député de la circonscription de Victoria—Carleton le 27 octobre 1919 puis réélu aux élections suivantes le 6 décembre 1921. En revanche, il est ensuite battu par James Kidd Flemming, ancien Premier ministre du Nouveau-Brunswick en 1925.
Thomas Wakem Caldwell meurt le 14 mars 1937.